# Sautel
Sautel település Franciaországban, Ariège megyében. Lakosainak száma 127 fő (2022. január 1.). Sautel Esclagne, Ilhat, Laroque-d’Olmes, Lavelanet, Lieurac, Pradettes és Raissac községekkel határos.

## Népesség
A település népessége az elmúlt években az alábbi módon változott:
| Lakosok száma | 82   | 92   | 105  | 113  | 114  | 107  | 109  | 121  | 123  | 127  |
|               | 1968 | 1982 | 1990 | 2006 | 2013 | 2015 | 2017 | 2019 | 2020 | 2022 |